# مجید فرهنگ
فرهنگ فرهنگ‌نیا مشهور به مجید فرهنگ (زاده ۱۳۲۴ شوشتر- درگذشت ۱۳۹۴) خواننده ایرانی در سبک موسیقی کوچه بازاری بود. وی در سال ۱۳۴۸ به تهران آمد و در چند فیلم هم به عنوان خواننده اجرا داشت.

## زندگی
فرهنگ فرهنگ‌نیا در ۲۰ فروردین ۱۳۲۴ در شوشتر متولد شد.
پدرش (کاظم فرهنگ‌نیا) و برادرش هوشنگ تار می‌نواختند و از مشوقین او بودند.
در سال ۱۳۴۸ به تهران رفت و با آغاسی آشنا شد و با تشویق وی در کاباره افق طلایی شروع به کار کرد. پس از آن با نام مجید فرهنگ در کاباره‌های مختلف و در سبک موسیقی کوچه بازاری آهنگ‌های زیادی اجرا کرد. نخستین آهنگ او یا بشو رومی روم یا بشو زنگی زنگ نام دارد که ساخته کیومرث سلیم پور است.
معروفترین ترانه او غروب پاییز است که خوانندگان زیادی آن را بازخوانی کرده‌اند.
مجید فرهنگ در ۲۴ شهریور سال ۱۳۹۴ در شوشتر فوت کرد.